# 제1연평해전
제1연평해전(第一延坪海戰)은 1999년 6월 15일에 서해 연평도서 일어난 대한민국 해군과 조선인민군 해군 간의 교전이다. 조선인민군 해군 경비정이 연평도 서쪽 NLL을 2km 침범하여 일어났고 조선인민군 해군의 경비정 1척 침몰, 5척 파손, 사상자 50(전사 20, 부상 30)여명이 발생하였다. 같은 해 7월 3일, 대한민국에서는 공식적으로 '연평해전'이라고 명명했다. 그러나 차후에 제2연평해전이 일어남에 따라 이 전투는 제1연평해전으로 구분되었다.

## 배경
1998년 초 김대중 정부가 들어선 이후, 대한민국 정부는 '햇볕정책'으로 불리는 대북화해협력정책을 추진하였고, 같은 해 11월 18일에는 남한의 동해항을 출발한 관광선이 북한 장전항에 도착하여 금강산 관광이 시작되었다.
그러나, 금강산 관광에 관련된 협상이 진행 중이던 1998년 6월에는 동해 북방한계선 남쪽에서 작전을 수행하던 북한의 잠수정이 어선의 그물에 걸려 발각되었다. 대한민국 정부는 이에 대하여 '잠수정은 잠수정, 햇볕은 햇볕'이라 하며 햇볕정책과 잠수정 침투를 분리하여 대응하려 하였다. 인양된 잠수정 내부에서는 다수의 개인화기와 함께 사살된 9명의 승조원이 발견되었고, 잠수정에는 어뢰발사기가 2문 장착되어 있었다. 승조원의 시신은 판문점을 통해 송환되었다.
1998년 7월에는 동해시 부근에서 북한 무장간첩의 시신이 침투용 장비와 함께 발견되었다. 대한민국 정부는 유엔 안보리를 통해 북한에 대한 항의를 표시하였고, 북한은 이를 남한의 날조라고 주장하면서 남측에 잠수정 사고에 대한 사죄를 요구하였다.
금강산 관광이 진행 중이던 11월에는 간첩선이 강화도 해안에 접근을 시도하다가 귀환했다. 12월에는 여수 앞바다에 침투하던 반잠수정이 대한민국 군대에 격침되었다.
이듬해인 1999년에는 6월 초부터 북한 경비정들이 연평도 부근의 NLL 남쪽으로 연일 내려와 남북한 전력이 서로 대치하였다. 남북 양측은 남북한 장성급 회담을 열기로 합의하였고, 회담은 제1연평해전이 있던 6월 15일에도 진행되고 있었다.

## 전투 경위

### 전력 비교
교전에 참여한 남북한 함정들의 제원은 다음과 같다.

#### 남한
- 해군고속정(PKM)

제원: 150톤급, 길이 37m, 최고속도 40노트(시속 72km)
무장: 40mm포 1문, 20mm포 2문 장착
- 초계함(PCC)

제원: 1200톤급, 최고속도 32노트, 95명 승선
무장: 76mm포 2문, 40mm기관포 2문 장착, 미스트랄 미사일, Harpoon 미사일, 어뢰와 기뢰 탑재

#### 북한
- 청진급 경비정

제원: 80톤급, 길이 25m, 최고속도 30노트(시속 54km)
무장: 100mm포 1문, 14.5mm 기관총 4문 장착
- 신흥급 어뢰정

제원: 37톤급, 최고속도 시속 90km, 16명 탑승
무장: 14.5mm 기관총 2문, 어뢰 2발 장착, 포탄 교란용 장애포 장착

### 교전
- 1999년 6월 6일부터 북한군 경비정이 매일 북방한계선을 침범, 몇 시간씩 한국 영해에 머물면서 반응을 살피고 돌아갔다.
- 1999년 6월 15일, 북한군 경비정의 반복되는 북방한계선 침범 행위가 9일째 되는 날인 오전, 조선인민군 해군 경비정 4척이 어선 20척과 함께 북방한계선 남쪽 2km 해역까지 내려왔다. 이에 대한민국 해군은 참수리급 고속정과 초계함 10여 척을 동원하여 해군 교전 수칙에 따라 경고 방송을 했다.
- 8시 45분, 북한군 경비정 7척, 대한민국 해군 고속정에 접근하여 충돌 공격을 감행했다.
- 9시 7분, 대한민국 해군 1차 '밀어내기' 경고 실행
- 9시 20분, 2차 밀어내기' 경고 실행
- 9시 28분, 북한군 경비정 684호는 25mm 기관포로 공격을 가해 왔으며, 어뢰정 3척도 가담하였다. 684호는 대한민국 해군의 참수리급 고속정, 포항급 초계함의 반격으로 반파되어 퇴각하였다.

14분간 진행된 교전에서 참수리급 고속정 325호의 정장 안지영 대위를 비롯한 장병 7명이 부상당해 국군수도병원으로 긴급 후송되었다. 이에 반해 북한군은 어뢰정 1척 침몰, 경비정 1척 반파, 3척이 파손되고 130여 명의 사상자가 발생한 것으로 추정되었다.

## 사후 처리 및 사회적 파장
- 1999년 7월 4일 제 1차 연평해전에 참가했던 해군 유공장병 7명을 1계급씩 특진시켰다. 이에 따라 해군 고속정 편대장 최용규 소령과 하사 4명, 일병 2명이 각각 중령과 중사, 상병으로 진급하게 됐다. 군장병들이 그동안 대간첩작전 공훈 등으로 훈장받은 사례는 있으나 교전으로 특진한 것은 6·25와 월남전 이후 처음인 사례로 기록됐다.[19]
- 1999년 7월 7일, 안지영 대위는 을지무공훈장을 수상했다.[20]
- 1999년 11월 11일, 대한민국 해군은 연평도 당섬에 연평해전 전승기념비를 세웠다. 높이 9.35ｍ의 전승비에는 `연평해전'이 발생한 배경과 북한 해군의 선제공격에 대응한 우리군의 전력, 승전 내용, 그리고 해전의 교훈 등이 담겨져 있다.[21]

## 같이 보기
- 서해 북방한계선
- 제2연평해전 (2002년)
- 대청해전 (2009년)
- 대한민국 해경 경비정 제863호 침몰 사건
- 대한민국 해군 56함 침몰 사건
- 대한민국 해군 방송선 피랍 사건

## 참고자료
- 윤경원 (2006년 6월 19일). “´연평해전´ 당시 사령관 "총 맞을 시간 기다렸다"”. 데일리안. 2010년 4월 4일에 확인함.
- 이정호 (2009년 6월 16일). “박정성 해군 예비역 소장 “연평해전，햇볕정책 때문에 왜곡””. 파이낸셜뉴스. 2010년 4월 4일에 확인함.